# زاسنبورگ
زاسنبورگ (به آلمانی: Sassenburg) یک شهر در آلمان است که در گیفهورن واقع شده‌است. زاسنبورگ ۱۰٬۹۴۶ نفر جمعیت دارد.

## خواهرخوانده
شهر هوهنلایپیش خواهرخواندهٔ زاسنبورگ هست.